# Fuchsia alpestris
Fuchsia alpestris là một loài thực vật có hoa trong họ Anh thảo chiều. Loài này được Gardner mô tả khoa học đầu tiên năm 1843.